# Refugiado ambiental

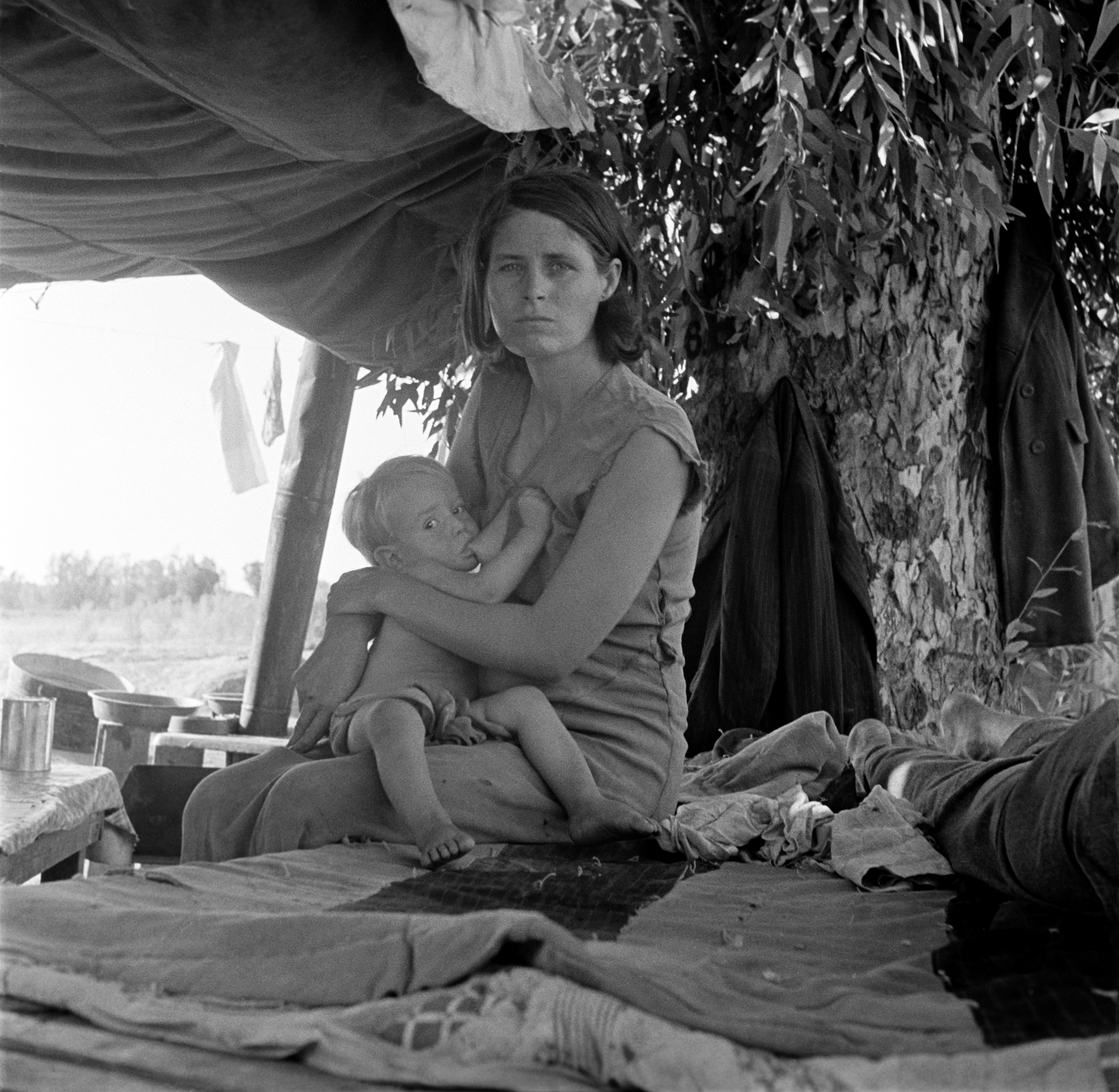
Refugiados por la sequía de Oklahoma acampando junto a la carretera, Blythe, California, 1936.

Un refugiado ambiental, refugiado climático o emigrante ambiental es una persona obligada a migrar o ser evacuados de su región de origen por cambios rápidos o a largo plazo de su hábitat local, lo cual incluye sequías, desertificación, la subida del nivel del mar (es decir, las consecuencias del cambio climático). Según varias fuentes, aún no es posible identificar bien este subtipo de migración forzosa, en que aún no se ha definido de una manera que permita distinguir a los inmigrantes ambientales de emigrantes económicos o refugiados políticos.
En la década de 1990 se estimaba el número de refugiados ambientales en alrededor de 25 millones (los refugiados ambientales no están incluidos en la definición oficial de los refugiados, que sólo incluye a los migrantes que huyen de la persecución). El Grupo Intergubernamental de Expertos sobre el Cambio Climático (IPCC) estima que existirán 150 millones de refugiados en el año 2050, debido principalmente a los efectos de las inundaciones costeras, la erosión costera y los trastornos agrícolas (150 millones significa el 1,5% de la población mundial estimada para el año 2050 (unos 10 mil millones).
A pesar de los problemas de definición y la ausencia de pruebas claras, la migración ambiental ha aumentado, en la primera década del siglo XXI convirtiéndose en tema de preocupación de los responsables políticos, científicos sociales y ambientales, los cuales están realizando un intento de conceptualizar las posibles ramificaciones sociales del cambio climático y en general del impacto ambiental.

## Historia del concepto

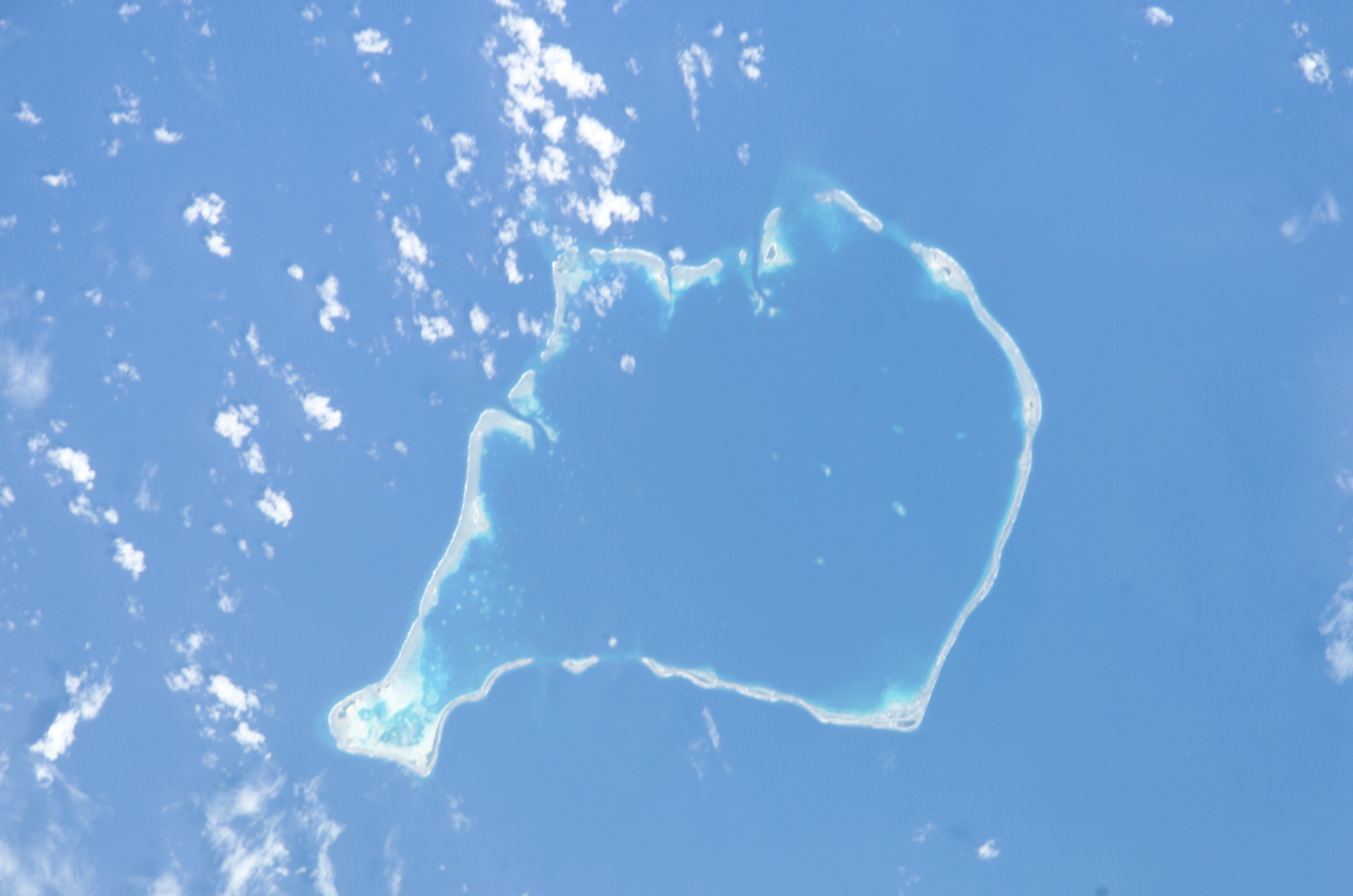
Funafuti (Tuvalu) desde el espacio.

Comenzó a usar esta denominación de Refugiado Ambiental Lester Brown en 1976, tiempo después se ha dado una proliferación en el uso del término, y más tarde ha surgido los términos "emigrante ambiental", y toda una rama de similares categorías, tales como "emigración forzosa ambiental", "emigración motivada por el ambiente", "refugiado climático", "refugiado del cambio climático", "persona desplazada por el clima (EDP en su denominación inglesa), "refugiado de desastre", "desplazado ambiental", "eco-refugiado" y "persona ecologicamente desplazada". Las diferencias entre estos términos son menos importantes que lo que tienen en común: todos ellos sugieren que existe una relación determinable entre los factores condicionantes ambientales y la migración humana, son motivos útiles para el análisis, relevantes para la política y, posiblemente, para la expansión de la rama legal conocida como Derecho del refugiado.

La Organización Internacional para las Migraciones propone la siguiente definición para los inmigrantes del medio ambiente:
Los Migrantes ambientales son personas o grupos de personas que, por razones imperiosas de cambios repentinos o progresivos en el medio ambiente que afectan negativamente a la vida o las condiciones de vida, se ven obligados a abandonar sus hogares habituales, o deciden hacerlo, ya sea de forma temporal o permanentemente, y que se mueven ya sea dentro de su país o hacia el extranjero.

## Predicciones e intentos de cuantificación
Ha habido varios intentos en las últimas décadas del siglo XX de enumerar a "los inmigrantes del medio ambiente/refugiados". Jodi Jacobson (1988) es citado como el primer investigador en enumerar el tema, indicando que ya hay hasta 10 millones de "refugiados ambientales". Sobre la base de «los peores escenarios» sobre el ascenso del nivel del mar, argumentó que los "refugiados ambientales" serán seis veces más numerosos que los refugiados políticos. (1988: 38). En 1989, Mustafa Tolba, el director ejecutivo del PNUMA, afirma que «hasta 50 millones de personas podrían convertirse en refugiados ambientales» si el mundo no actúa para apoyar el desarrollo sostenible (Tolba 1989: 25). En 1990, el Panel Intergubernamental de observadores del Cambio climático (IPCC 1990: 20) declararon que la más grande y simple consecuencia de este sería las migraciones, «con millones de personas desplazadas por la erosión de la línea de costa, las inundaciones costeras y la grave sequía» (Warner & Laczko: 2008: 235). A mediados de la década de los 90 del siglo 20, Norman Myers se convirtió en el defensor más prominente de esta escuela "maximalista" (Suhrke 1993), que indica que había 25 millones de refugiados ambientales en la década de 1990, y afirmando que esta cifra podría duplicarse para el año 2010, con un límite superior de 200 millones en 2050 (Myers 1997). Myers argumentó que las causas que provocan los desplazamientos por causas ambientales incluyen la desertificación, la falta de agua, la salinización de las tierras de regadío y el agotamiento de la biodiversidad. También lanzó una hipótesis sobre la cantidad de futuros refugiados, que estimó de 30 millones en China, 30 millones en India, 15 millones en Bangladés, 14 millones en Egipto, 10 millones en otras zonas de los deltas y zonas costeras, 1 millón en los Estados insulares, y 50 millones de desplazados del mundo agrícola (Myers & Kent 1995) para 2050.. Más recientemente, Myers ha sugerido que la cifra para 2050 podría ser tan alta como 250 millones (Ayuda Cristiana 2007: 6).

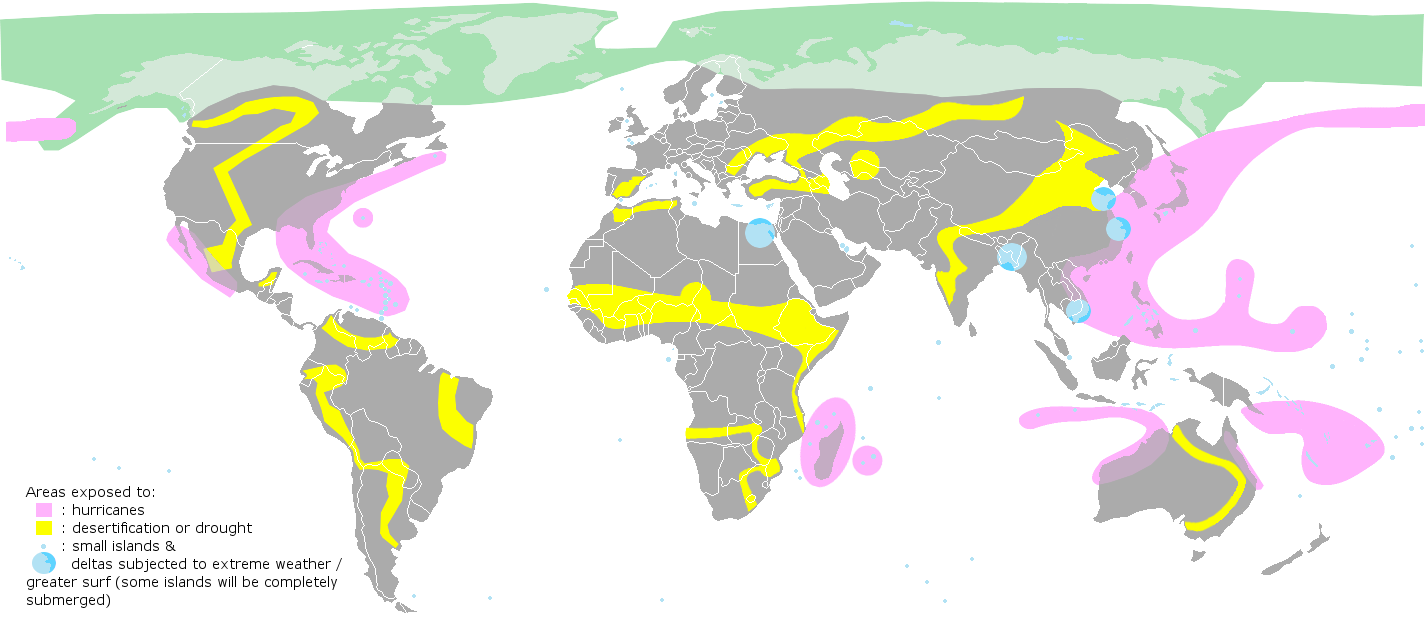
Mapa que muestra los desastres naturales causados/agravados por el calentamiento global futuros, y por lo tanto donde se generaran refugiados medioambientales

Estas afirmaciones han ganado aceptación significativa, en gran parte por la cifras de refugiados estimadas para el 2050. Variantes de esta afirmación también han aparecido en los influyentes informes sobre el cambio climático del IPCC (Brown 2008: 11) y el Informe Stern sobre la Economía del Cambio Climático (Stern et al. 2006: 3), así como por organizaciones no gubernamentales como Amigos de la Tierra, Greenpeace de Alemania (Jakobeit y Methmann 2007) y Ayuda Cristiana;[cita requerida] y organizaciones intergubernamentales como el Consejo de Europa, UNESCO,[cita requerida] IOM (Brown 2008) and UNHCR.
A pesar de estos intentos de enumeración, de hecho hay una falta de evidencia empírica que apoye el concepto de "migración por motivos ambientales". Norman Myers es quizás el más citado, y la autoridad de sus afirmaciones a menudo se atribuye al hecho de que su principal contribución al campo (Myers & Kent 1995) utiliza cerca de 1000 fuentes. Sin embargo, si se accede a su bibliografía, se hace evidente que de estas fuentes la gran mayoría solo constituyen un repaso bastante inconexo de la ciencia ambiental sin ninguna conexión obvia con los debates sobre los impactos sociales o la migración. De hecho, solo 121 fuentes contienen una remota conexión con a los grandes temas de la migración, los refugiados o el desplazamiento de la población. Solo 25 de estas fuentes presentan la relación entre la migración y el ambiente de forma explícita, y vale la pena señalar que este número no es muy diferente de las fuentes de cualquier otro documento sobre "migración ambiental", y se compone principalmente de material de estudio de casos aislados (Terminski 2011). Vikram Kolmannskog ha declarado que "el trabajo" de Myers puede ser criticado por ser inconsistente, imposible de verificar y no tomar debidamente en cuenta las oportunidades de adaptación (2008: 9). Por otra parte, Myers se ha reconocido que sus cifras se basan en "la extrapolación heroica' (Brown 2008: 12). En términos más generales, Black ha argumentado que hay «muy poca evidencia científica» que indique que el mundo se «está llenando de refugiados ecológicos» (1998: 23). De hecho, Francois Gemenne ha declarado que «cuando se trata de predicciones, las cifras se basan generalmente en el número de personas que viven en regiones en riesgo, y no en la cantidad de gente que se espera que emigre. Las estimaciones no tienen en cuenta las estrategias de adaptación ni los diferentes niveles de vulnerabilidad». (Gemenne 2009: 159).

## Tipos
La Organización Internacional para las Migraciones propone tres subtipos:
- Inmigrantes por emergencia ambiental son personas que huyen temporalmente debido a un desastre ambiental o a eventos ambientales bruscos. (Por ejemplo: alguien obligado a abandonar su hogar debido a un huracán, tsunami, terremoto, etc)
- Inmigrantes forzosos ambientales, migrantes forzados: las personas que tienen que abandonar debido al deterioro de las condiciones ambientales. (Por ejemplo: alguien obligado a abandonar debido a un lento deterioro ambiental como la deforestación, el deterioro de la costa, etc)
- Inmigrantes motivados por el ambiente también conocidos como migrantes económicos inducidos por el ambiente : las personas que optan por dejar sus hogares para evitar posibles problemas futuros. (Por ejemplo: alguien que sale debido a la disminución de la productividad de los cultivos causados por la desertificación)

## Problemas conceptuales y críticas

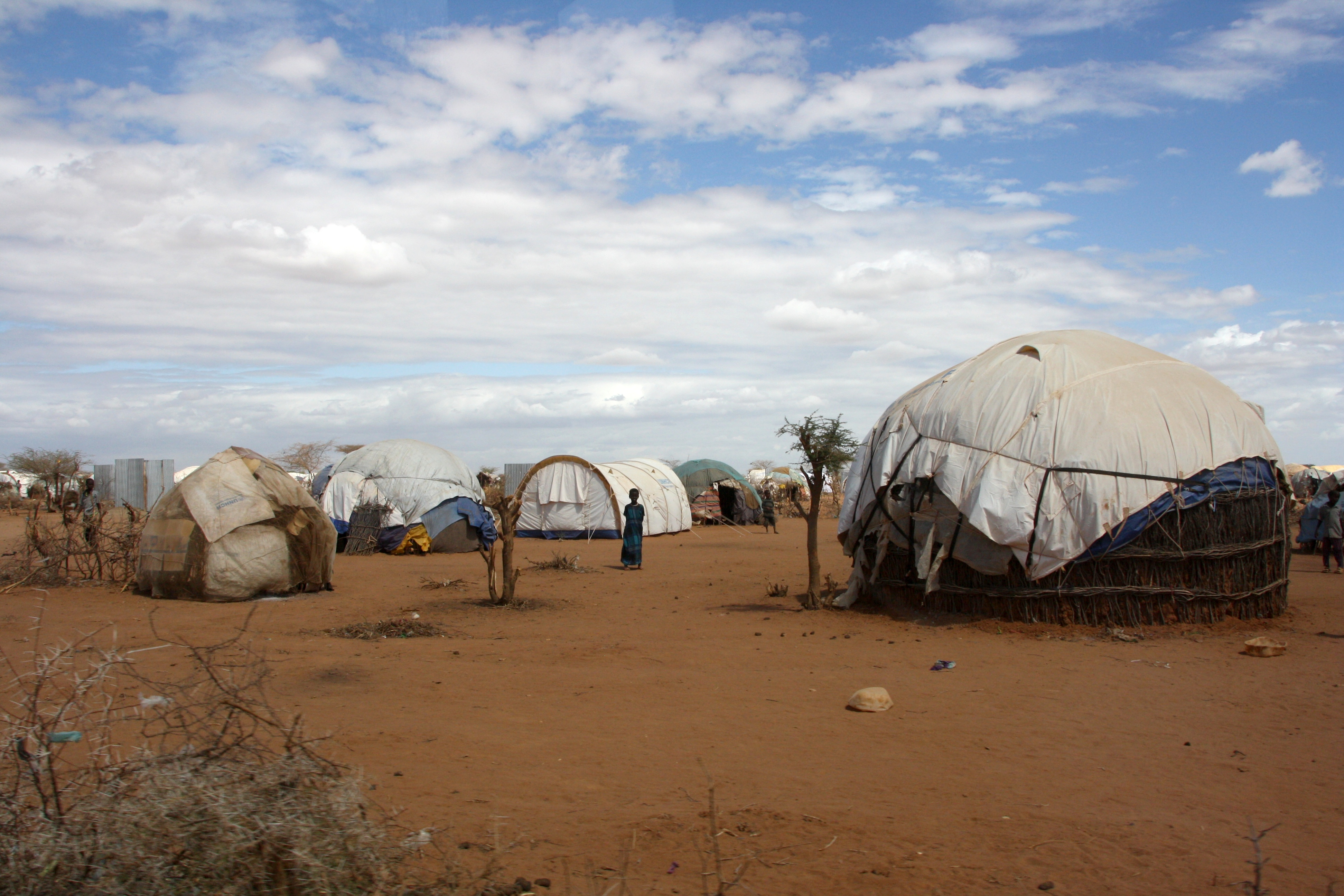
Refugios en Kenia para los desplazados por la Sequía de 2011 en el Cuerno de África.

Gran parte de la literatura producida acerca de la "migración ambiental" asume el hecho como auto-evidente. La categoría es a la vez emotiva y de sentido común, y por lo tanto se ha generalizado su uso en los medios y entre los responsables políticos, científicos no-sociales y científicos sociales neo-malthusianos. Sin embargo, no hay evidencia de que el concepto puede ser utilizado para alcanzar las verdades generales. En resumen, esto es porque el grado en que cualquier factor ambiental dado es significativo en el nivel de la sociedad - y mucho menos a cualquier aspecto de la actividad humana, como la migración - esta totalmente condicionado a la contingencias socioeconómicas y políticas. En otras palabras, es imposible aislar un factor ambiental como una variable independiente de la que deducir su impacto en una determinada (o general) forma de actividad social, para que se aceptable de forma general, la relación será diferente en función de cada circunstancia específica.
Ha habido poco trabajo que haya reforzado la integridad conceptual del concepto. El concepto carece de una definición consensuada, y como consecuencia, también carece de pruebas claras, por lo que los modelos de predicción tienen harto difícil alcanzarla, a pesar del alto perfil de los "estudios preliminares", dando lugar a una amplia gama de estimaciones, como la llevada a cabo por la Comisión Europea en su financiación del proyecto EACH-FOR. La investigación llevada a cabo en las áreas de "degradación ambiental", que trata de demostrar una correlación estadísticamente significativa entre la migración y la degradación ambiental (incluido el cambio climático) no han tenido hasta la fecha éxito, y se han caracterizado por la ausencia de pruebas de contraste que ha hecho imposible sacar conclusiones generalizables a partir de los resultados.

## Perspectivas Políticas y Legales
La Organización Internacional para las Migraciones (OIM) espera que aumente la escala de migraciones globales como resultado de la aceleración del cambio climático. Se recomienda, por tanto a los políticos de todo el mundo adoptar una postura proactiva en la materia.
La Fundación de Justicia Medioambiental (FJM) ha argumentado que las personas que se verán obligados a desplazarse debido al cambio climático en la actualidad no tienen un adecuado reconocimiento en el derecho internacional. La FJM sostiene que se requiere de un nuevo instrumento jurídico multilateral para atender específicamente las necesidades de los "refugiados climáticos" a fin de otorgar protección a las personas que huyen de la degradación del medio ambiente y el cambio climático. En 2020, el Comité de Derechos Humanos de la ONU declaró en una decisión histórica que sentará precedente que los países no pueden deportar a las personas que enfrentan condiciones inducidas por el cambio climático.
También han afirmado que los países en desarrollo necesitan financiación adicional para adaptarse al cambio climático. Sujatha Byravan y Sudhir Chella Rajan han abogado por el uso de "exiliados del clima" y la firma de acuerdos internacionales para darles derechos políticos y jurídicos, incluida la ciudadanía en otros países, teniendo en cuenta las responsabilidades de esos países y sus capacidades.
En algunos casos, el cambio climático puede conducir a conflictos que surjan entre los países que, como consecuencia de las inundaciones u otras condiciones produzcan un gran número de refugiados, y los países limítrofes a estos, que podrían construir vallas para mantener alejados a estos refugiados. La frontera entre India y Bangladés cada vez esta más delimitada por la Barrera indo-bangladesí en construcción por la India, y los estudios de casos sugieren la posibilidad de conflictos violentos que surgan debido a las personas que huyen de las zonas afectadas por la destrucción de la tierra cultivable. La migración actual ya ha dado lugar a conflictos de baja escala.

## Cultura popular

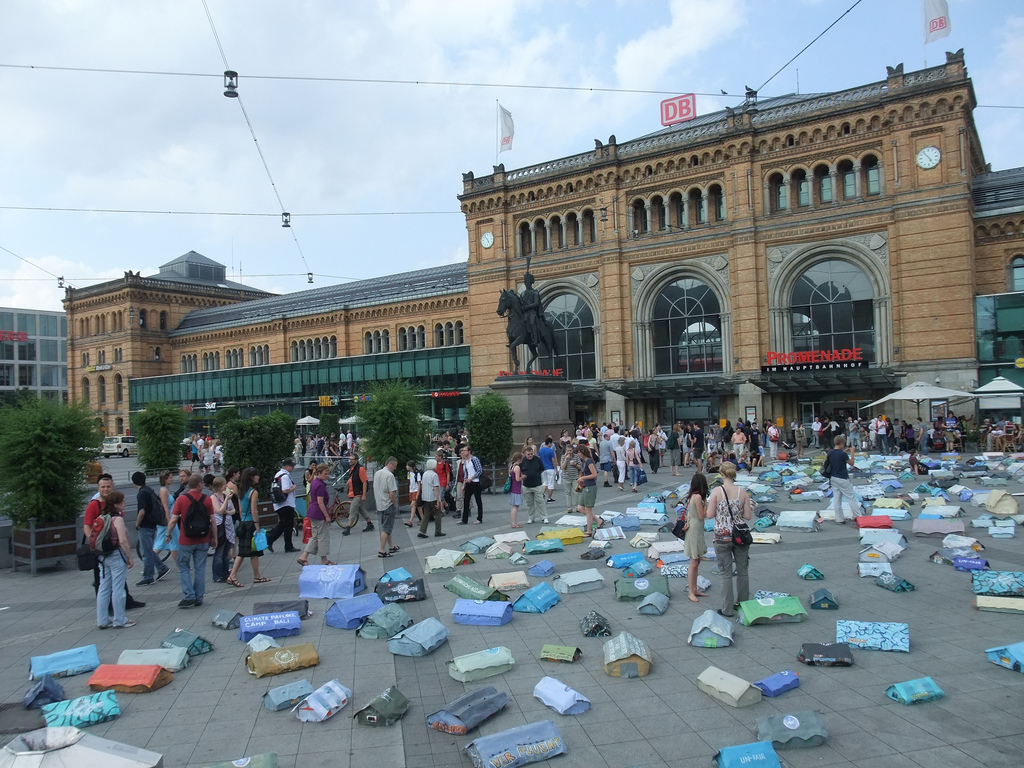
Campo Mundial de Refugiados Climáticos del artista alemán Hermann Josef Hack en Hannover displaying con 600 pequeñas tiendas de campaña.

A pesar de las preocupaciones con respecto a su capacidad de decir algo significativo sobre la compleja relación entre los conductores del ambiente y la migración humana, la noción de "emigrantes ambientales", y sobre todo de 'refugiado climático', ha ganado fuerza en la cultura popular. Un documental titulado Los refugiados del clima, ha sido producido y se dedica, sin sentido crítico, a las interpretaciones neo-malthusianas del cambio climático, ofreciendo un nexo entre el clima y la migración. "Los refugiados del clima" esta en la selección oficial de films para el Sundance Film Festival de 2010.
Desde 2007, el artista alemán Hermann Josef Hack ha mostrado su Campamento Mundial de Refugiados Climáticos en los centros de varias ciudades europeas. El campamento modelo, hecho de alrededor de 1000 tiendas de campaña en miniatura, es una intervención de arte público que muestra los impactos sociales del cambio climático.
En 2019 DW transmite un documental titulado Refuguiados Climáticos en el que nos imforma sobre esta situación y que podría llegar a mayores si no resuelve la crisis climática.